# Іріс ван Герпен
Іріс ван Герпен (нід. Iris van Herpen; нар. 5 червня 1984, Вамел, Нідерланди) — нідерландська модельєрка, знана майстерним поєднанням технологій з традиційною високою модою. У 2007 році презентувала власну торгову марку Iris van Herpen. У 2011 році дизайнерка стала запрошеною членкинею Паризького синдикату високої моди, що є частиною Французької федерації кутюр'є. Відтоді ван Герпен постійно демонструє свої нові колекції на Тижні моди в Парижі. Її роботи є частиною колекції низки музеїв, зокрема Метрополітен, Вікторії та Альберта, Купера-Г'юїта у Нью-Йорку та Токійського палацу у Парижі.

## Кар'єра
У 2006 році закінчила Університет мистецтв ArtEZ в Арнемі та проходила стажування в Александа Макквіна у Лондоні та Клоди Йонгстри в Амстердамі, а у 2007 році запустила власний лейбл. Того ж року представила свою першу колекцію от кутюр «Chemical Crows» на Тижні моди в Амстердамі.
Ван Герпен стала однією з перших дизайнерів, які застосували 3D-друк у світі моди.
З 2009 року попзірка Леді Гага кілька разів одягала моделі Іріс ван Герпен. У 2012 році Леді Гага одягла чорну блискучу сукню от кутюр, виготовлену на замовлення, для презентації свого парфуму Fame. Форма флакона парфумів стала джерелом натхненням для сукні, яку ван Герпен сконструювала з вирізаних лазером смужок чорного акрилу. Ван Гарпен також використовувала силікони, залізні ошурки та смолу.
У листопаді 2023 року Іріс ван Герпен представила свої роботи у паризькому Музеї декоративного мистецтва.

## Новації в модному дизайні
Іріс ван Герпен поєднує майстерність з цифровими технологіями, вона створює абсолютно новий спосіб створювати одяг. Зокрема, вона одна з перших представила на подіумі статичні та гнучкі сукні, надруковані на 3D-друкі, виготовлені у співпраці з бельгійською компанією Materialize. Її колекція «Voltage» досліджувала взаємодію між одягом й електрикою. Для своєї колекції «Micro» вона використала технологію сканувального електронного мікроскопа. Дизайнерка знана також не лише використанням унікальних матеріалів, а й створенням власних.

## Співпраця
Завдяки багатопрофільному підходу до творчості ван Герпен співпрацювала з різними митцями, як-от Йолан ван дер Віл і Нері Оксман, а також архітекторами, зокрема Філіпом Біслі та Benthem and Crouwel Architects. Інтерес дизайнерки до науки та технологій призвів до постійних консультацій з CERN (Європейською організацією ядерних досліджень) та Массачусетським технологічним інститутом.
Співпрацювала з
- Б'єрк[22][23]
- Бенджаміном Мільпі'є[24]
- Сашею Вальц[25]
- Ніком Найтом[26]
- Цунайною[27]

## Критика
Роботу Ірис ван Герпен описують як органічну та інноваційну. Журналістка з «Нью-Йорк таймс» Ванесса Фрідман писала: «Справа не в тому, що вона заперечує спадщину моди, вона просто перевизначає її за допомогою сучасних інструментів. Колись давним-давно швейна машинка робила те саме».

## Нагороди та визнання
- Гран-прі ANDAM (2014)[30]
- Премія STARTS від Європейської комісії(2016)[31]
- Державна премія Нідерландів у галузі мистецтва імені Йоганнеса Вермеєра (2017)[32]